# Алън Нурс
Алън Нурс (на английски: Alan Nourse) е американски лекар и писател на бестселъри в жанра научна фантастика, и на документални книги за медицина и наука. Пише под псевдонимите Доктор Х (на английски: Doctor X) и Ал Едуардс (на английски: Al Edwards).

## Биография
Алън Едуард Нурс е роден на 11 август 1928 година в Де Мойн, Айова, САЩ, в семейството на Бенджамин и Грейс Нурс. Учи в гимназия в Лонг Айлънд, Ню Йорк. Служи в американския флот след Втората световна война.
През 1951 г. получава бакалавърска степен от Университета „Рутгерс“, Ню Брънзуик, Ню Джърси. Жени се за Ан Мортън на 11 юни 1952 г. в Линден. Получава магистърска степен по медицина през 1955 г. от Университета в Пенсилвания. Докато учи за лекар се издържа с писане на научнофантастични разкази за списания.
Стажува една година в болница „Virginia Mason“ в Сиатъл, щат Вашингтон. Практикува професията си в Норт Бенд в периода 1958 – 1963 г., като едновременно преследва и своята писателска кариера.
След като прекъсва лекарската си практика продължава да пише научна фантастика, както и документални книги за медицина и наука. Темите му във фантастиката се фокусират върху медицината и псиониката. Работи и като колумнист в списание „Good Housekeeping“, като си спечелва прякора „семеен лекар“.
Приятел е с писателите на научна фантастика Аврам Дейвидсън и Робърт Хайнлайн.
Умира на 19 юли 1992 година в Торп, Вашингтон, на 63-годишна възраст.

## Произведения

### Самостоятелни романи
- Trouble on Titan (1954)
- A Man Obsessed (1955)
- Junior Intern (1955)
- Rocket to Limbo (1957)
- The Invaders Are Coming (1959) – в съавторство с Дж. А. Майер
- Star Surgeon (1959)
- Scavengers in Space (1959)
- Raiders from the Rings (1962)
- Intern (1965) – под псевдонима Доктор Х
- The Universe Between (1965)
- The Mercy Men (1968)
- The Bladerunner (1974)
- The Fourth Horseman (1983)
- The Elk Hunt (1986)
- Gold in the Sky (2007)

### Сборници разкази
- Tiger by the Tail (1951)
- Beyond Infinity (1962)
- The Counterfeit Man (1963)
- Psi High and Others (1967)
- Rx for Tomorrow (1972)

### Антологии с включени произведения на писателя
- Fifty Short Science Fiction Tales (1963)
- The Best from Fantasy and Science Fiction 14th Series (1965)
- An ABC of Science Fiction (1966)
- The Playboy Book of Science Fiction and Fantasy (1966)
- Best SF 7 (1970)
- The Penguin Science Fiction Omnibus (1973)
- 100 Great Science Fiction Short Short Stories (1978)
- The Science Fictional Solar System (1979)
- The Great SF Stories 13: 1951 (1985)

### Разкази
- The Coffin Cure
- The Martyr
- Psi High
- Brightside Crossing (1951)
- Да хванеш тигър за опашката, Tiger by the Tail (1951)
- Имитация, Counterfeit (1952)
- In Sheep's Clothing (1952)
- Heir Apparent (1953)
- Натрапник, Infinite Intruder (1953)
- Free Agent (1954)
- Symptomaticus Medicus (1954)
- Grand Rounds (1955)
- През светлата страна, Brightside Crossing (1956)
- Bramble Bush (1957)
- Rx (1957)
- Contamination Crew (1958)
- A Gift for Numbers (1958)
- Горещата сделка, Hard Bargain (1958)
- Family Resemblance (1963)
- The Compleat Consumators (1964)
- Mirror, Mirror (1967)
- The Last House Call (1972)
- Plague! (1972)

### Документалистика
- So You Want to Be a Nurse (1961)
- The Body (1965, преработено издание 1981)
- Intern (1965) – под псевдонима Доктор Х
- Universe, Earth, and Atom: The Story of Physics (1969)
- Nine Planets (1960, преработено издание 1970)
- Venus and Mercury: a First Book (1972)
- The Backyard Astronomer (1973)
- The Giant Planets: a First Book (1974, преработено издание 1982)
- The Asteroids: a First Book (1975)
- Viruses: a First Book (1976, преработено издание 1982)
- Hormones: an Impact Book (1979)
- Herpes: an Impact Book (1985)
- AIDS: an Impact Book (1986)
- The Elk Hunt (1986)
- Teen Guide to Safe Sex (1990)
- Sexually Transmitted Diseases (1992)
- The Virus Invaders (1992)

### Филмография
- 1951 Studio One in Hollywood – ТВ сериал, актьор като м-р Адамс
- 1955 The Philco-Goodyear Television Playhouse – ТВ сериал, актьор като Джо Прегър
- 1955 Star Tonight – ТВ сериал, актьор като областен прокурор
- 1965 Out of the Unknown (1965) – ТВ сериал, епизод по романа „Counterfeit“